# 가정항
가정항은 전라남도 여수시 화양면 이목리 가정마을 인근에 있는 어항이다. 2007년 8월 8일 어촌정주어항으로 지정하여 관리하고 있다. 시설관리자는 여수시장이다.

## 어항 구역
- 수역: 북위 34°38′57″, 동경 127°34′03″의 지점에서 S70°W방향으로 25m점과 이 점에서 N20°W방향으로 105m점과 이 점에서 N70°E방향으로 40m점과 이 점에서 N5°W방향으로 70m점과 이 점에서 N45°E방향으로 25m점과 이 점에서 N25°W방향으로 95m점과 이 점에서 N75°W방향으로 80m점과 이 점에서 S30°W방향으로 100m점과 이 점에서 N60°W방향으로 75m점과 이 점에서 N30°E방향으로 70m점과 이 점에서 N60°W방향으로 50m점과 이 점에서 N30°E 방향으로 육지부를 연결하는 선을 따라 형성된 공유수면[1]

## 어항 시설
- 방파제 180m

## 기본 계획
- 방파제 220m, 물양장 40m, 호안 10m, 호안도로 117m[1]

## 정비 계획
- 방파제 40m, 물양장 40m, 호안 10m, 호안도로 117m[2]

## 주요 어종
- 농어, 문어, 낙지